# Specie inelară

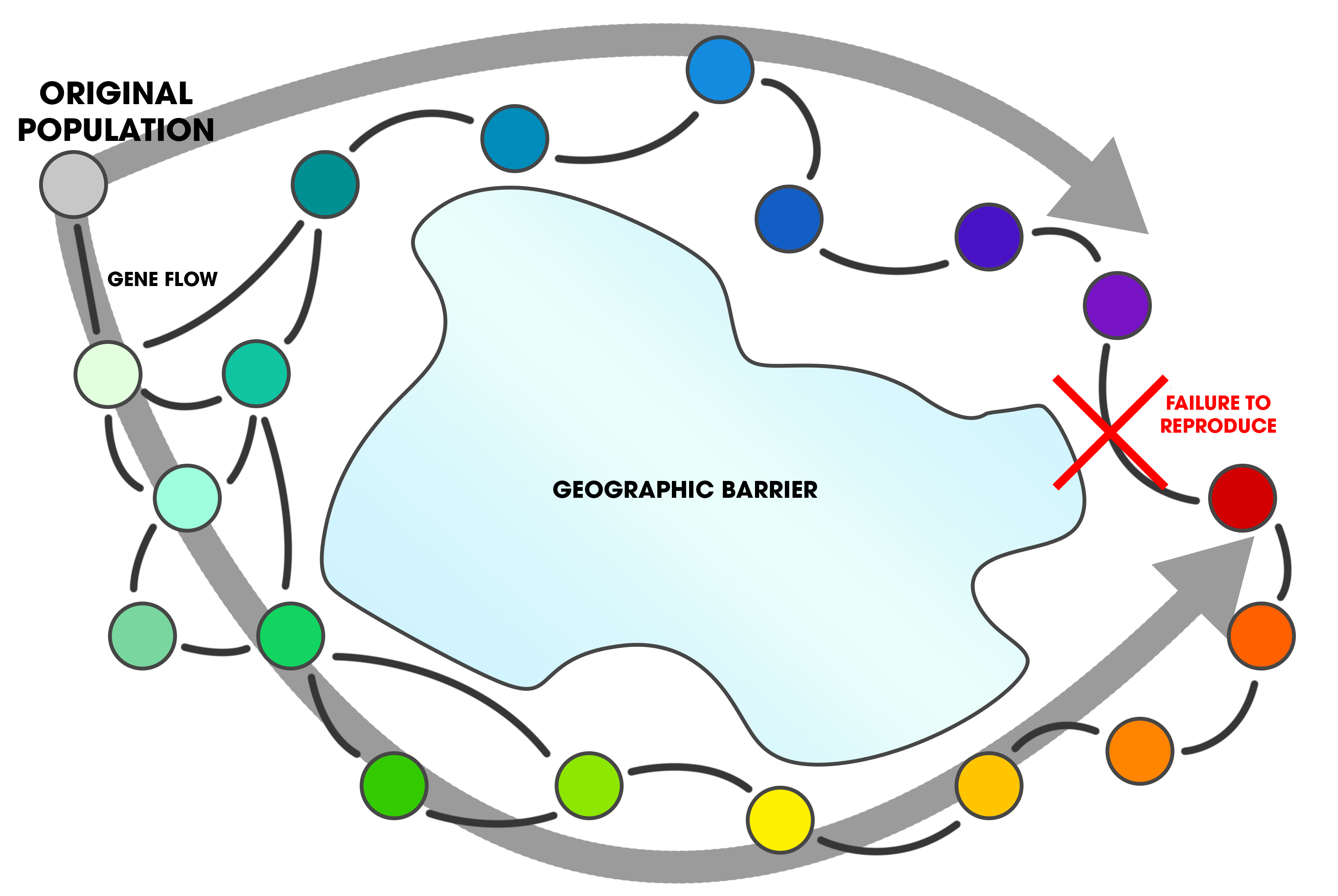
Într-o specie inelară, schimbul de gene se produce între populațiile învecinate ale unei specii, dar la capetele "inelului", populațiile nu se pot încrucișa.

Specia inelară, numită și specie circulară, este o specie de plante sau animale a cărei distribuție geografică (arealul) formează un lanț dispus inelar sau circular care înconjoară o regiune nelocuită de ea, cu verigile parțial suprapuse, dar cu verigile terminale devenite simpatrice. Subspeciile și populațiile învecinate ale acestei specii inelare pot să se încrucișeze, schimbând direct materialul genetic între ele, dar schimbul de gene între subspeciile și populațiile din veriga terminală ale inelului arealului are loc numai prin intermediul unor populațiilor intermediare și nu direct și ca consecință subspeciile și populațiile respective nu se încrucișează la capătul inelului, ca și cum ar fi specii diferite.

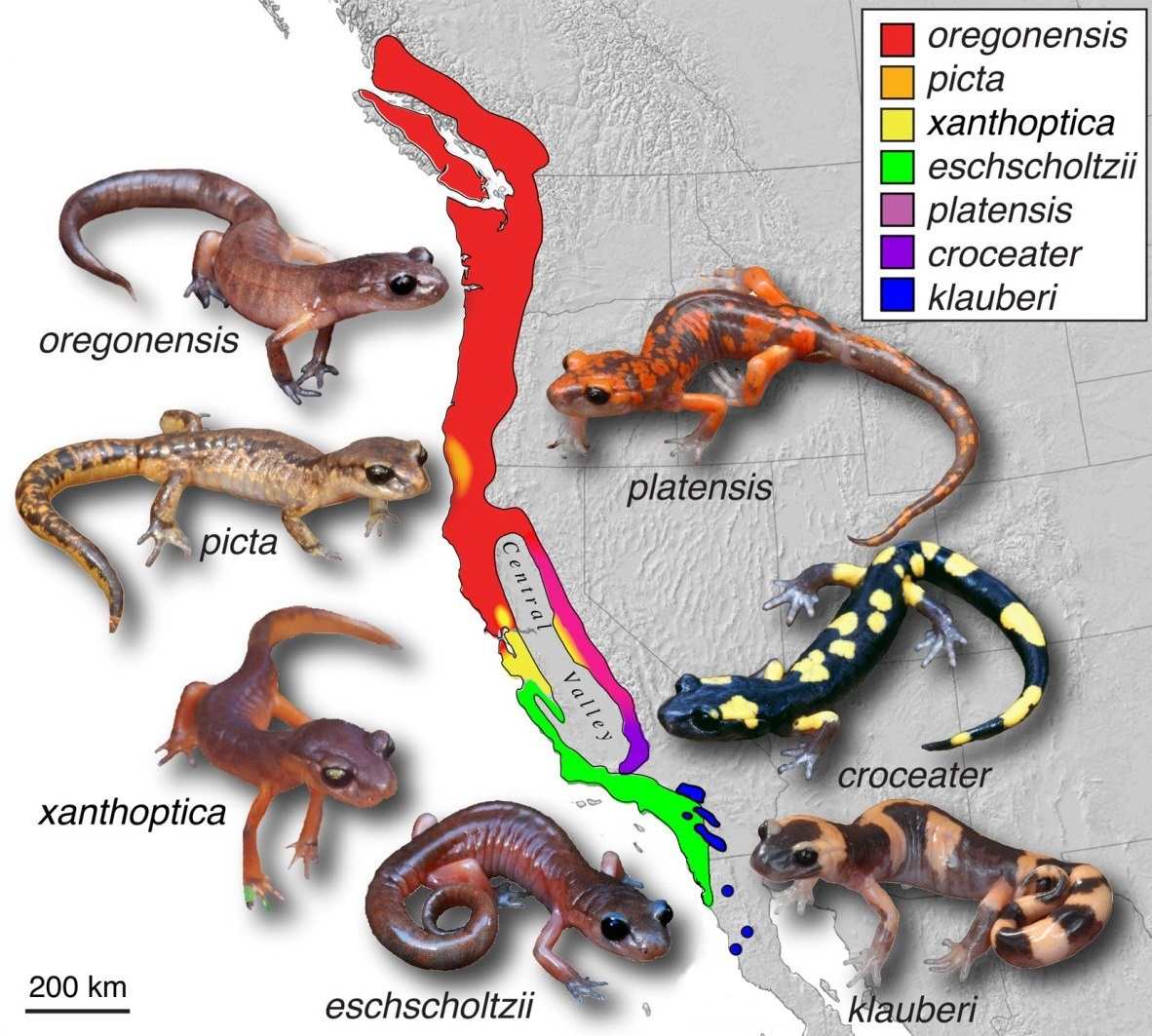
Salamandra fără plămâni Ensatina eschscholtzii, un exemplu de specie inelară

Salamandra fără plămâni Ensatina eschscholtzii, un exemplu de specie inelară, este larg răspândită în America de Nord și are un areal sub formă de lanț în munții de lângă țărm și în Sierra Nevada din California, acest lanț al arealului înconjoară Valea Centrală (Central Valley) aridă cu temperaturi mari unde această specie nu poate supraviețui. Sunt descrise șapte subspecii ale acestei salamandre care diferă biochimic, după culoare, dimensiune și ecologie. Indivizii din subspeciile învecinate se încrucișează adesea când distribuția geografică a subspeciilor se suprapune, iar fenotipurile intermediare sunt destul de comune. Dar, la capătul sudic al Văii Centrale, subspeciile învecinate rareori se încrucișează. Probabil ele s-au diferențiat într-o asemenea măsură încât ele nu mai pot face schimb direct al materialului genetic. Sunt populațiile din extremitatea sudică a arealului acestei salamandre subspecii sau specii diferite? Un biolog care studiază numai populațiile sudice, care coexistă fără încrucișare, le-ar putea defini ca specii separate. Cu toate acestea, ele pot face schimb de material genetic prin intermediul populațiilor intermediare din inelul arealului. Prin urmare, biologii admit că aceste populații aparțin aceleiași specii. Cel mai probabil, subspeciile din sud se află într-o etapă intermediară de formare a unei specii noi.